# Псаучье-Дахе
Пса́учье-Дахе́ (кабард.-черк. Псэукӏэ Дахэ — «красивая жизнь») — аул в Хабезском районе Карачаево-Черкесской Республики.
Административный центр муниципального образования «Псаучье-Дахское сельское поселение».

## География
Аул расположен в северо-восточной части Хабезского района, на левом берегу реки Малый Зеленчук. Находится в 22 км к северо-востоку от районного центра Хабез, и в 18 км к западу от города Черкесск.
Граничит с землями населённых пунктов: Ново-Хумаринский и Бавуко на востоке, Кызыл-Юрт на юге и Абазакт на севере.
Населённый пункт расположено в предгорной зоне республики. Рельеф местности представляет собой волнисто-холмистую равнину. Терраса имеет общий уклон с запада на восток к долине реки Малый Зеленчук. Средние высоты на территории сельского поселения составляют 545 метров над уровнем моря.
Гидрографическая сеть в основном представлена рекой Малый Зеленчук. В районе аула в него впадают левые притоки — Дгапа и др.
Климат умеренный. Средняя годовая температура воздуха составляет + 9,0°С. Наиболее холодный месяц — январь (среднемесячная температура — 4,0°С), а наиболее тёплый — июль (+ 22,0°С). Заморозки начинаются в начале декабря и заканчиваются в начале апреля. Среднее количество осадков в год составляет около 600 мм в год. Основная их часть приходится на период с апреля по июнь.

## История
В 1860 году население нескольких разорённых черкесских и абазинских аулов, под предводительством князя Клычева, переселилось из района реки Маруха на левый берег реки Малый Зеленчук. Новообразованный аул был назван Клычевский (кабард.-черк. Къэлыш къуажэ), в честь князя Клычева.
В годы мухаджирства население новообразованного аула сильно сократилось, в результате миграции большинства жителей аула в другие мусульманские страны, не желая признавать над собой власть установившейся военной русской администрации. Князь Клыч-Гирей вместе с большинством жителей аула эмигрировал в Османскую империю, а сюда переселили жителей черкесского аула Тамбиевский (кабард.-черк. Тамбий къуажэ).
В 1929 году постановлением Президиума ВЦИК аул Клычевский был переименован в Псаучье-Дахе. В результате аул получил своё современное название Псаучье-Дахе, что в переводе с черкесского означает «красивая жизнь».
Во время Великой Отечественной войны аул был оккупирован фашистскими войсками летом 1942 года, и освобождён в начале февраля 1943 года.

## Население
| 2002 | 2010  | 2021  |
| ---- | ----- | ----- |
| 1951 | ↗2000 | ↘1997 |

Национальный состав
По данным Всероссийской переписи населения 2010 года:
| Народ   | Численность, чел. | Доля от всего населения, % |
| ------- | ----------------- | -------------------------- |
| черкесы | 1902              | 95,10 %                    |
| абазины | 60                | 3,00 %                     |
| другие  | 38                | 1,90 %                     |
| всего   | 2000              | 100 %                      |

По данным Всероссийской переписи населения 2021 года:
| Народ               | Численность, чел. | Доля от всего населения, % |
| ------------------- | ----------------- | -------------------------- |
| черкесы             | 1 958             | 98,05 %                    |
| абазины             | 22                | 1,10 %                     |
| другие / не указано | 17                | 0,85 %                     |
| всего               | 1 997             | 100,0 %                    |

## Образование
- Средняя общеобразовательная школа № 1 — ул. Школьная, 1.
- Начальная школа Детский сад «Светлячок» — ул. Калмыкова, 6.

## Здравоохранение
- Участковая больница — ул. Ленина, 50.

## Культура
- Дом культуры

Общественно-политические организации:
- Адыгэ Хасэ
- Совет ветеранов труда и войны

## Ислам
- Аульская мечеть — ул. Карданова, 6.

## Экономика
Основную роль в экономике населённого пункта играет фруктовый сад расположенный к югу от аула.

## Улицы
| Акбашева          |
| Акова             |
| Братьев Абдоковых |
| Восточная         |
| Горная            |
| Дальняя           |
| Дорожная          |
| Дружбы            |
| Западная          |
| Зелёная           |
| Кавказская        |
| Калмыкова         |
| Карданова         |

| Кидакоева   |
| Колхозная   |
| Крайняя     |
| Курганная   |
| Ламкова     |
| Ленина      |
| Молодёжная  |
| Олимпийская |
| Подгорная   |
| Радужная    |
| Раздольная  |
| Садовая     |
| Сатучиева   |

| Свободы      |
| Советская    |
| Солнечная    |
| Степная      |
| Строительная |
| Счастливая   |
| Темирова     |
| Тхохова      |
| Хапсирокова  |
| Черкесская   |
| Юбилейная    |
| Южная        |

## Известные уроженцы
- Карданов Охид Муссович (1924—1944) — Герой Российской Федерации.